# Smithfield (Londres)
Smithfield es un barrio al noroeste de la ciudad de Londres, situada en el Ward de Farringdon Without.
El antiguo prado de Londres es el nombre puede derivar del inglés medio "smith" por "smooth" (suave, liso) y "field" por campo, refiriéndose su proximidad al río Fleet que corría por un valle inclinado hacia el oeste.
Esta plaza medieval de la ciudad, ubicada en la del mismo nombre y famosa por la venta de carne, es último lugar de comercio al por mayor del centro de Londres. 
Este mercado fue fundado en la Edad Media y continuó en el sitio al aire libre hasta el siglo XIX. Obra actual todavía diseñada por el arquitecto de la época victoriana, Sir Horace Jones.
También en el barrio se encuentran las instituciones importantes de la City, como los antiguos gremios de Camiseros y de Carniceros, las iglesias de St Bartholomew-the-Great y de St Bartholomew-the-Less, y el hospital de San Bartolomé.

## Referencias

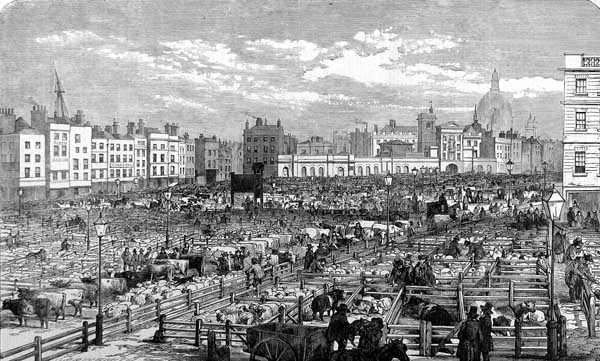
Mercado de Smithfield en 1855